# ستانيسلاس جوليان
ستانيسلاس جوليان (بالفرنسية: Stanislas Julien)‏ هو فلكلوري ومترجم وبروفيسور فرنسي، ولد في 13 أبريل 1797 في أورليان في فرنسا، وتوفي في 14 فبراير 1873 في باريس في فرنسا.